# 桃溪乡
桃溪乡，是中华人民共和国江西省吉安市新干县下辖的一个乡镇级行政单位。

## 行政区划
桃溪乡下辖以下地区：
桃溪社区、桃溪村、城头村、板埠村、岭背村、徐家村、横江村和黎山村。